# Juan Avilés Farré
Juan Avilés Farré (Mataró, 1950-13 de abril de 2023) fue un historiador español, catedrático de Historia Contemporánea de la UNED.

## Biografía
Juan Avilés era nieto de Juan Avilés Arnau. En una entrevista publicada en 2021, explicó que era hijo de un abogado barcelonés, Luis Avilés Cucurella, quien falleció al poco de nacer él, por lo que se crio con su tío materno, Antonio Farré, también abogado. 
Estudió en el Liceo Italiano de Madrid, donde conoció a su futura mujer, Ruth Betegón. Ambos estudiaron Filosofía y Letras en la Universidad Complutense de Madrid (1968-1973) e influidos por la enseñanza recibida del medievalista Julio Valdeón optaron por la rama de Historia. Las enseñanzas de José María Jover fueron importantes para que se especializara en Historia Contemporánea. Bajo la dirección de Javier Tusell realizó su tesis de licenciatura sobre la derecha republicana de Niceto Alcalá Zamora y Miguel Maura. Su tesis de doctorado por la Universidad Complutense (1981) versó sobre la izquierda republicana de Manuel Azaña, Marcelino Domingo y Diego Martínez Barrio.
Fue Profesor titular del  Departamento de Historia Contemporánea de la UNED (1987-1996); Catedrático del mismo departamento desde 1996, y Profesor emérito desde 2020.
Durante diez años fue profesor del Instituto de Enseñanza Secundaria Cardenal Cisneros de Madrid. En 1987 obtuvo la plaza de Profesor Titular en el Departamento de Historia Contemporánea de la UNED y en 1996 la de Catedrático del mismo Departamento.
En 1985 publicó La izquierda burguesa en la II República, libro que resumía su tesis doctoral dirigida por Javier Tusell. El mismo Tusell prologó el libro, elogiando el manejo que Avilés hacía de las fuentes, su comparativa con otros países o el análisis del papel de la masonería
En 1994 publicó Pasión y farsa. Franceses y británicos ante la Guerra Civil española, en la que sostiene la tesis de que el Reino Unido y Francia tuvieron «una influencia de primera magnitud» en el desarrollo de la Guerra de España, pero «mucho más por lo que dejaron de hacer que por lo que hicieron». Considera que la postura francesa de no intervención vino marcada por su división política interior, por su grave crisis financiera que le hacía depender de los países anglosajones y por la necesidad de apoyarse en el Reino Unido en su actuación internacional. No obstante, destaca la importancia de la permisividad francesa en 1938, cuando toleró que el material de guerra soviético atravesara su territorio con destino al bando republicano. En cuanto a los británicos, considera que mantuvieron siempre el criterio de que «el triunfo de un bando u otro en España era secundario respecto a la cuestión fundamental de evitar que el conflicto diera lugar a una guerra europea». Este appeasement partió de la base errónea de que Hitler perseguía objetivos parciales, cuando, en realidad, los buscaba totales. La crítica ha elogiado particularmente el tratamiento de las cuestiones de prensa y propaganda.
En 2006, Avilés publicó Francisco Ferrer y Guardia. Pedagogo, anarquista y mártir, una biografía del famoso pedagogo libertario. La crítica elogió la poca parcialidad del libro, inusual en la bibliografía sobre el personaje, así como la elaboración de una completa síntesis acerca de un personaje polifacético.
En el mismo año vio la luz La izquierda burguesa y la tragedia de la II República. libro que reelaboraba su anterior La izquierda burguesa en la II República. En él realiza un análisis de los partidos burgueses de izquierda durante los últimos años del reinado de Alfonso XIII y la II República. Estudia la influencia del Grupo de Acción Republicana, Alianza Republicana y Partido Republicano Radical Socialista en la caída de la Dictadura y de la propia monarquía, la labor reformadora realizada durante el primer bienio republicano, su labor opositora durante el segundo bienio, la influencia de la masonería y el enfrentamiento final en dos bloques radicalizados en las elecciones de 1936.
Es también obra suya La daga y la dinamita: los anarquistas y el nacimiento del terrorismo (2013), —en la que, según Isidoro Gilbert, Avilés Farré propone una continuidad entre los movimientos anarquistas del siglo XIX y el yihadismo del siglo XXI—, además de la biografía de la dirigente comunista Dolores Ibárruri «Pasionaria», Pasionaria: la mujer y el mito (2005) u Osama Bin Laden y Al Qaeda, el fin de una era (2011), entre otras.
En los últimos años se ha centrado en la historia internacional del terrorismo. Según el historiador Eduardo González Calleja, el libro La daga y la dinamita: los anarquistas y el nacimiento del terrorismo, tiene la virtud de presentar el caso español tanto en sus dimensiones propias como en relación con  el movimiento anarquista internacional, y por su erudición y ambición interpretativa resulta una obra de referencia en la historia internacional del terrorismo.
Según la historiadora Carmen López Alonso, esta obra expone de modo sintético y didáctico la historia del yihadismo, con un alcance más amplio de lo que su título indica, ya que la exposición no se limita a mostrar la evolución que va desde Al Qaeda al Dáesh, sino que comienza con una útil introducción en la que se explica cómo funciona una investigación histórica, la necesidad de partir de una documentación contrastada para poder realizar un análisis que tenga como base una clara definición conceptual, tan imprescindible en un tema como este en el que suelen primar las opiniones poco fundamentadas. Ya el título del libro deja clara esta precisión conceptual pues no utiliza el término islámico, sino que se refiere  al terrorismo yihadista, aquel cuyo discurso justificativo de la violencia «no se halla en la propia tradición islámica sino en una reinterpretación de la misma efectuada a mediados del siglo XX por obra de una corriente que se suele denominar salafismo yihadista».
En 2021 publicó La estrategia de la tensión: Terrorismo neofascista y tramas golpistas en Italia, 1969-1980. Según el historiador Matteo Re, este libro analiza un sinfín de documentos, miles de páginas de sentencias y una amplia bibliografía para poder descifrar si en Italia hubo una estrategia de la tensión basada en una connivencia entre poderes ocultos del Estado y agentes terroristas o si, como afirmó Ernesto Galli della Loggia, hubo más bien una tensión sin estrategia. El autor concluye que pudo haber una estrategia de la tensión en el sentido limitado de que los atentados neofascistas pretendían crear un ambiente de tensión favorable a un golpe de Estado militar. Sin embargo, su examen riguroso de las pruebas disponibles no demuestra que los terroristas hubieran actuado por instigación de agentes del Estado en ninguna de las matanzas neofascistas, ni tampoco de que esas matanzas estuvieran ligadas a proyectos concretos de golpe.
Falleció el 13 de abril de 2023, a causa de un cáncer a los 73 años.

## Libros principales
Avilés Farré, Juan (1994): Pasión y farsa: franceses y británicos ante la guerra civil española. Madrid, Eudema. 229 págs.
Avilés Farré, Juan (1999): La fe que vino de Rusia: la revolución bolchevique y los españoles, 1917-1931. Madrid, Biblioteca Nueva/UNED. 339 págs.
Avilés Farré, Juan (2005): Pasionaria: la mujer y el mito. Barcelona, Random House-Mondadori. 303 págs.
Avilés Farré, Juan (2006): Francisco Ferrer y Guardia: pedagogo, anarquista y mártir. Madrid, Marcial Pons. 299 págs.
Avilés Farré, Juan (2006): La izquierda burguesa y la tragedia de la II República. Comunidad de Madrid. 495 págs. 
Avilés Farré, Juan (2013): La daga y la dinamita: los anarquistas y el nacimiento del terrorismo. Barcelona. Tusquets. 422 pp.
Avilés Farré, Juan (2017): Historia del terrorismo yihadista: de Al Qaeda a Dáesh. Madrid, Síntesis. 248 págs.
Avilés Farré, Juan (2021): La estrategia de la tensión: Terrorismo neofascista y tramas golpistas en Italia, 1969-1980. Madrid: Instituto Universitario General Gutiérrez Mellado, UNED. 326 págs.
Avilés Farré, Juan (2022): The strategy of tension in Italy Neofascist terrorism and coup plots, 1969-1980. Sussex Academic Press. 256 págs. 
Avilés Farré, Juan (2022): Pasionaria: Escritos y discursos de Dolores Ibárruri. Estudio introductorio y edición de Juan Avilés Farré. Universidad del País Vasco. Colección Textos clásicos del pensamiento político y social en el País Vasco. 344 págs.

## Artículos principales
Avilés Farré, Juan (1989): “Vichy y Madrid: las relaciones hispano-francesas de junio  de 1940 a noviembre de 1942.” Historia Contemporánea (UNED).
Avilés Farré, Juan (1990):"L'ambassade de Lequerica et les relations hispano-françaises, 1939-1944". Guerres mondiales et conflits contemporains.
Avilés Farré, Juan (1994): “Un país enemigo: Franco frente a Francia, 1939-1944”. Historia Contemporánea (UNED).
Avilés Farré, Juan (2000):  “Le origini del Partito  Comunista di Spagna, 1920-1923”. Ricerche di Storia Politica.
Avilés Farré, Juan (2003):   “Republicanismo, librepensamiento y revolución: la ideología de Francisco Ferrer y Guardia”. Ayer: Revista de Historia Contemporánea.
Avilés Farré, Juan (2004):  “España y la integración europea: partidos y opinión pública, 1977-2004”. Historia Contemporánea (UNED), 16. Págs. 409-423.
Avilés Farré, Juan (2008):   “Los socialistas y la insurrección de octubre de 1934”. Espacio, Tiempo y Forma: Historia Contemporánea, 20. Págs. 129-158.
Avilés Farré, Juan (2009):  “El terrorismo anarquista como propaganda por el hecho: de la formulación teórica a los atentados de París, 1877-1894”. Historia y política, 21. Págs. 169-190.
Avilés Farré, Juan (2009):   “Los atentados del 11-M y el movimiento yihadista global”. Historia del Presente, 14. Págs. 57-72.
Avilés Farré, Juan (2009):  “Naciones Unidas frente al terrorismo: historia y prospectiva”. En Naciones Unidas como principal elemento del multilateralismo del siglo XXI. Monografías del CESEDEN, 109. Págs. 91-128.
Avilés Farré, Juan y Herrerín, Ángel (2010):   “Propaganda por el hecho y propaganda por la represión: anarquismo y violencia en España a fines del siglo XIX”.  Ayer, 80. Págs. 165-192.
Avilés Farré, Juan (2010):   “Antonio Maura: pese a todo, liberal”. Bulletin d’Histoire Contemporaine de l’Espagne, 44. Págs. 147-162.
Avilés Farré, Juan (2010):   “Política antiterrorista y debate público, 1996-2009”. Pasado y Memoria: Revista de Historia Contemporánea, 9. Págs. 149-176.
Avilés Farré, Juan (2011):   “Pío Baroja y el anarquismo”. Bulletin d'Histoire Contemporaine de l'Espagne, 46. Págs. 259-268.
Avilés Farré, Juan (2012):    “Un punto de inflexión en la historia del anarquismo: el congreso revolucionario de Londres de 1881”. Cuadernos de Historia Contemporánea, 34. Págs. 159-180.
Avilés Farré, Juan (2012):   “Terrorismo anarquista y terrorismo yihadí: un análisis comparativo”. Historia y Política, 27. Págs. 227-249.
Avilés Farré, Juan (2012): “Mitos y realidades: el extraño caso de la Mano Negra en 1883”. Alcores: Revista de Historia Contemporánea, 13, pp. 189-211.
Avilés Farré, Juan (2013):  “Bakunin y sus organizaciones revolucionarias en la sombra”, Alcores: Revista de Historia Contemporánea, 13, pp. 21-40.
Avilés Farré, Juan, Pardo, Rosa y Sepúlveda, Isidro (2013): Las claves del mundo actual: una historia global desde 1989. Madrid. Síntesis – UNED. 333 pp. 2.ª ed. 2019.
Avilés Farré, Juan (2014):  “Los socialistas españoles ante la Gran Guerra”, Bulletin d’Histoire Contemporaine de l’Espagne, 49, pp. 233-246.
Avilés Farré, Juan (2015): “De los atentados de Madrid a los de París: la Unión Europea ante la amenaza yihadista, 2004-2015”, Historia del Presente, 25, pp. 105-114.
Avilés Farré, Juan (2015): “El nuncio apostólico y la República laica: la ofensiva anticlerical de 1931 en los informes de monseñor Tedeschini”. Aportes: Revista de Historia Contemporánea, vol. 30. N.º 88.
Avilés Farré, Juan y Morán, Miguel (2016): “¿Ha vuelto Mateo Morral? El anarquismo insurreccionalista del siglo XXI y sus antecedentes históricos”, Cuadernos de Historia Contemporánea, n.º 38.
Avilés Farré, Juan (2016): “Una República anacrónica, una derecha reaccionaria y un fascismo incipiente: España en los informes diplomáticos italianos, 1931-1936”. Alcores: Revista de Historia Contemporánea, n.º 20.
Avilés Farré, Juan (2017): “Un pálido reflejo del fascismo: la dictadura de Primo de Rivera en los informes diplomáticos italianos”, Pasado y Memoria: Revista de Historia Contemporánea, n.º 16.
Avilés Farré, Juan (2019): “El secuestro y asesinato de Aldo Moro en la ficción cinematográfica y en la investigación histórica (1978-2018)”. Historia del Presente, 34.
Avilés Farré, Juan (2019): “El caso Gladio: una red militar clandestina en la Italia de la Guerra Fría”, Revista UNISCI, n.º 51.
Avilés Farré, Juan (2022): “Terroristas solitarios y comunidades en línea: La nueva amenaza de la extrema derecha violenta”. Informe del Centro Memorial de las Víctimas del Terrorismo. Con José Luis Rodríguez Jiménez. 71 págs.
Avilés Farré, Juan (2022): “Tengo derecho a no perdonar. Testimonios italianos de víctimas del terrorismo”. Araucaria. Revista Iberoamericana de Filosofía, Política, Humanidades y Relaciones Internacionales, n.º 50.